# ※注 芸人調べ
『※注 芸人調べ』（ちゅういげいにんしらべ）は、テレビ朝日で2017年10月6日から2019年3月21日まで毎週金曜1:56 - 2:21（木曜深夜、最終木曜の翌日未明を除く、JST）に放送されたバラエティ番組である。

## 概要
本番組では、話題となっているスポットや潜入したことがない場所などを、若手芸人が潜入取材し、調査を報告していく内容である。
当初中堅芸人が交代制でゲストMCを務める形式であったが、第29回（2018年8月10日）からは次長課長が務め続けており、実質的にメインMCとなっていた。

## 放送リスト
| 2017年 | 2017年            | 2017年                                   | 2017年                                  | 2017年       | 2017年   |
| 回     | 放送日            | プレゼンテーマ                           | ゲストMC                                | 芸人         | ゲスト   |
| ------ | ----------------- | ---------------------------------------- | --------------------------------------- | ------------ | -------- |
| 1      | 10月6日           | キャットファイト                         | NON STYLE                               | バビロン     |          |
| 2      | 10月13日          | 新大久保のネパール化                     | NON STYLE                               | ラフレクラン |          |
| 3      | 10月20日          | ラブライフアドバイザー                   | NON STYLE                               | ゆにばーす   |          |
| 4      | 11月2日           | 動物プロダクション                       | 次長課長                                | ジェラードン | 近藤千尋 |
| 5      | 11月9日           | ラブドール世界                           | 次長課長                                | GAG少年楽団  | 近藤千尋 |
| 6 7    | 11月16日 11月23日 | 謎のタクシーツアー                       | 次長課長                                | ニューヨーク | 近藤千尋 |
| 8      | 12月7日           | 特別編若手芸人たちによる「次長課長」調べ | GAG少年楽団、ニューヨーク、ジェラードン |              | 近藤千尋 |

| 2018年 | 2018年   | 2018年                                   | 2018年                                 | 2018年 | 2018年     |
| 回     | 放送日   | プレゼンテーマ                           | ゲストMC                               | 芸人 | ゲスト     |
| ------ | -------- | ---------------------------------------- | -------------------------------------- | --- | ---------- |
| 9      | 1月11日  | 着ぐるみアクタースクール                 | FUJIWARA                               | バビロン | 大石絵理   |
| 10     | 1月18日  | 女性ボディビルダー                       | FUJIWARA                               | インディアンス | 大石絵理   |
| 11     | 2月1日   | ソフト・オン・デマンド                   | FUJIWARA                               | ニューヨーク | 大石絵理   |
| 12     | 2月8日   | ソフト・オン・デマンド                   | FUJIWARA                               | ニューヨーク | 大石絵理   |
| 13     | 2月15日  | 占い師                                   | 陣内智則                               | マヂカルラブリー、レインボー、ボーイフレンド                                                                                | 門脇佳奈子 |
| 14     | 3月1日   | うんこグッズ                             | 陣内智則                               | マヂカルラブリー、レインボー、ボーイフレンド                                                                                | 門脇佳奈子 |
| 15     | 3月8日   | 地底アイドル                             | 陣内智則                               | マヂカルラブリー、レインボー、ボーイフレンド                                                                                | 門脇佳奈子 |
| 16     | 3月15日  | 石                                       | 次長課長                               | ダイタク、インディアンス、アイロンヘッド                                                                                    | スミス楓   |
| 17     | 3月22日  | 実演販売士                               | 次長課長                               | ダイタク、インディアンス、アイロンヘッド                                                                                    | スミス楓   |
| 18     | 4月5日   | アウトサイドツアー                       | 次長課長                               | ダイタク、インディアンス、アイロンヘッド                                                                                    | スミス楓   |
| 19     | 4月12日  | ケネディ電気                             | ケンドーコバヤシ 井上裕介（NON STYLE） | レインボー、サンシャイン、ネルソンズ                                                                                        | 浪花ほのか |
| 20     | 4月19日  | 法廷ライター＆風俗ライター               | ケンドーコバヤシ 井上裕介（NON STYLE） | レインボー、サンシャイン、ネルソンズ                                                                                        | 浪花ほのか |
| 21     | 5月3日   | 街でウワサの変わったお店                 | ケンドーコバヤシ 井上裕介（NON STYLE） | レインボー、サンシャイン、ネルソンズ                                                                                        | 浪花ほのか |
| 22     | 5月10日  | 沖縄から特別編                           | 陣内智則                               | インディアンス、ニューヨーク、バビロン                                                                                      | 門脇佳奈子 |
| 23     | 5月17日  | 沖縄から特別編                           | 陣内智則                               | インディアンス、ニューヨーク、バビロン                                                                                      | 門脇佳奈子 |
| 24     | 6月8日   | 沖縄のディープスポット調べ！             | 次長課長                               | ニューヨーク、バビロン | 門脇佳奈子 |
| 25     | 6月15日  | 沖縄のディープスポット調べ！             | 次長課長                               | インディアンス | 門脇佳奈子 |
| 26     | 6月22日  | マナーを守るゴムを作る会社を調べた！     | 田中直樹（ココリコ） ケンドーコバヤシ  | ダイタク、田畑藤本、インディアンス                                                                                          | 安田愛里   |
| 27     | 7月6日   | 東大のウワサを調べた！                   | 田中直樹（ココリコ） ケンドーコバヤシ  | ダイタク、田畑藤本、インディアンス                                                                                          | 安田愛里   |
| 28     | 7月13日  | 全国各地のちょっと変わった大会を調べた！ | 田中直樹（ココリコ） ケンドーコバヤシ  | ダイタク、田畑藤本、インディアンス                                                                                          | 安田愛里   |
| 29     | 8月10日  | 特技を売買するサービスを調べた！         | 次長課長                               | EXIT、レインボー | 高野祐衣   |
| 29     | 8月16日  | ライバーを調べた！                       | 次長課長                               | EXIT、レインボー | 高野祐衣   |
| 30     | 8月23日  | 芸人のアルバイトを調べた！               | 次長課長                               | ジェラードン・西本武徳、トリテン・奥口ゆうや、しゅんしゅんクリニックP、魔人無骨・松井ケムリ、アイディアフラッシュ・山形尚平 | 高野祐衣   |
| 31     | 9月6日   | 芸人のアルバイトを調べた！               | 次長課長                               | めっちゃ細田、山本しょーじろー、凝固体ヨーグル・サワダボリビア、準特急久保田、ナイスてっぺー、セラ山本・世良光治            | 高野祐衣   |
| 32     | 9月13日  | 若手芸人オーディション企画！             | 次長課長                               | EXIT、ブラゴーリ、キヨイ | 宮本茉由   |
| 33     | 9月20日  | 若手芸人オーディション企画！             | 次長課長                               | しんぼる、プール、スイラン、サンプル                                                                                        | 宮本茉由   |
| 34     | 10月4日  | 若手芸人オーディション企画！             | 次長課長                               | 放課後ハートビート、ナイチンゲールダンス、ソーシャルスイス、3時のヒロイン                                                   | 宮本茉由   |
| 35     | 10月18日 | 自分の父がワルかった時代を調べた!        | 次長課長                               | しんぼる | 大和田南那 |
| 36     | 11月8日  | 世界のダンスを調べた!                    | 次長課長                               | 3時のヒロイン | 大和田南那 |
| 37     | 11月15日 | 「いちょう団地」を調べた!                | 次長課長                               | キヨイ | 大和田南那 |
| 38     | 11月22日 | ディープな夜遊びスポットを調べた!        | 次長課長                               | EXIT | 青山めぐ   |
| 39     | 12月6日  | 知られざる格闘技を調べた!                | 次長課長                               | プール | 青山めぐ   |
| 40     | 12月13日 | 未公開＆名場面スペシャル                 |                                        | |            |

| 2019年 | 2019年  | 2019年                            | 2019年   | 2019年                                                     | 2019年     |
| 回     | 放送日  | プレゼンテーマ                    | ゲストMC | 芸人                                                       | ゲスト     |
| ------ | ------- | --------------------------------- | -------- | ---------------------------------------------------------- | ---------- |
| 41     | 1月10日 | 超若手芸人のトークの実力を調べた! | 次長課長 | キヨイ、しんぼる、EXIT、3時のヒロイン、プール              | 青山めぐ   |
| 42     | 1月17日 | 超若手芸人のトークの実力を調べた! | 次長課長 | キヨイ、しんぼる、EXIT、3時のヒロイン、プール              | 青山めぐ   |
| 43     | 1月24日 | 超若手芸人オーディション          | 次長課長 | スタンダップコーギー、きしたかの、かが屋                   | 益若つばさ |
| 44     | 2月8日  | 超若手芸人オーディション          | 次長課長 | ソノヘンノ女、観音日和、純白パリジェン                     | 益若つばさ |
| 45     | 2月15日 | 超若手芸人オーディション          | 次長課長 | 駆け抜けて軽トラ、アンダーパー、ザ・マミィ                 | 益若つばさ |
| 46     | 2月22日 | 毛が生える方法を調べた!           | 次長課長 | きしたかの、ソノヘンノ女、純白パリジェン、駆け抜けて軽トラ | 小倉優香   |
| 47     | 3月7日  | お前の話、本当か？                | 次長課長 | きしたかの、ソノヘンノ女、純白パリジェン、駆け抜けて軽トラ | 小倉優香   |
| 48     | 3月21日 | 地方キャバ嬢と対決を調べた!       | 次長課長 | きしたかの、ソノヘンノ女、純白パリジェン、駆け抜けて軽トラ | 小倉優香   |

## ネット局
| 放送対象地域 | 放送局           | 系列           | 放送日時                     | 放送開始日    | ネット状況 | 備考 |
| ------------ | ---------------- | -------------- | ---------------------------- | ------------- | ---------- | ---- |
| 関東広域圏   | テレビ朝日（EX） | テレビ朝日系列 | 金曜 1:56 - 2:21（木曜深夜） | 2017年10月6日 | 制作局     |      |

## スタッフ
- ナレーション：桑原礼佳
- 構成：そーたに、遠藤敬、松橋周太呂
- 技術
  - カメラ：久世大輔
  - 音声：瀬戸秀文
- 美術：小山晃弘
- 美術進行：入江大介
- 編集：藤井竜也
- MA：川原崎智史
- 音効：遠藤治朗
- タイトル：横葉大介
- 編成：吉冨大輔
- 宣伝：西田沙希
- 技術協力：SWISH JAPAN、glow
- 制作協力：吉本興業、オフィスクライン
- デスク：中川千波
- AD：上原彩子
- AP：近藤陽子
- 制作進行：木下真奈未
- ディレクター：中間拓郎、田村育、原田浩司、森山史崇
- プロデューサー：真壁正彦、加茂忠夫
- 演出・プロデューサー：山岡重樹
- ゼネラルプロデューサー：加地倫三
- 制作著作：テレビ朝日